# 지지 고저스
지젤 로렌 라자라토 (출생명은 그레고리 앨런 라자라토(영어: Gregory Allan Lazzarato), 영어: Giselle Loren Lazzarato, 1992년 4월 20일 ~ )는 지지 고저스(영어: Gigi Gorgeous) 라는 예명으로 활둥 중인 캐나다의 유튜버, 모델, 배우이다. 트랜스여성이며 2016년 9월 14일 레즈비언이라고 커밍아웃했다. 2017년 1월 선댄스 영화제에서 지지를 주연으로 한 다큐멘터리 《This Is Everything: Gigi Gorgeous》가 상영되었다.